# 金森虎男
金森 虎男（かなもり とらお、1890年（明治23年）9月26日 - 1957年（昭和32年）11月27日）は、日本の大正・昭和期における歯科医・医学博士。東京高等歯科医学校（現在の東京医科歯科大学）教授・東京大学教授・札幌医科大学教授。福井県出身。

## 生涯
誕生
1890年（明治23年）、福井県大野郡大野町（現大野市）に伊藤作四郎の四男として生まれ、1909年（明治42年）医師金森辰二郎の養子となった。1902年（明治45年）7月第四高等学校を卒業し、1916年（大正5年）12月東京帝国大学医科大学を卒業した。
東京帝国大学医科大学歯学科教室から永楽病院勤務へ
養父辰二郎が東京帝国大学医科大学歯科学教室教授である石原久と大学同窓であったため石原に親しみ、虎男は歯科を志望し1916年（大正5年）12月大学卒業後同教室に入局した。しかし、入局当日に医局長の北村一郎から教室の現状（歯科に対する石原の姿勢を疑問視した佐藤運雄・島峰徹が教室を退任する等内紛の状況）を詳しく聞かされ悩み、1917年（大正6年）1月23日石原教授に辞表を提出し、第四高等学校の先輩でもある東京医術開業試験付属病院（永楽病院）の島峰徹に師事した。
その後1917年（大正6年）医術開業試験の廃止に伴い、永楽病院が東京帝国大学医科大学附属医院分院（現東京大学医学部附属病院）と文部省歯科医術開業試験病院（1922年（大正11年）歯科医師開業試験規則の実施に伴い歯科医師試験附属病院に改称（通称文部省歯科病院））に分離した。島峰は文部省歯科病院院長となり、金森も同病院に参画した。1925年（大正14年）1月、金森は文部省在外研究員としてイギリス・ドイツ・アメリカに留学し、1927年（昭和2年）帰国した。
石原教授への退職勧告
1920年（大正9年）同年10月、東京帝国大学医学部（1919年（大正8年）2月 分科大学制を廃し）歯科学教室OBである北村一郎、安澤要、宮原虎、長尾優、久木田五郎、加来素六、田中貫一、桧垣麟三と連名で同教室主任教授である石原久に対して辞職勧告状を出状した。出状前に当時医学部長だった佐藤三吉を北村・金森等は自宅に訪問し、「もし、先生［佐藤］が、この情けない歯科学教室の現状を善処して下さるなら、この勧告状は差し出さない」と迫ったが、佐藤はただ「困った、困った」と言うばかりだったと言う。勧告状を出状したが、石原は1927年（昭和2年）1月に東京帝国大学医学部を定年退職しており勧告自体は不発に終わった。
東京高等歯科医学校（現東京医科歯科大学）設立
島峰徹を中心に官立歯科医学校開設の運動の中で、漸く1928年（昭和3年）10月12日勅令により文部省歯科病院内に東京高等歯科医学校（現在の東京医科歯科大学）が開設され、島峰が初代校長に就任した。翌年4月に一回生100名の入学式が行われ、金森は教授となり口腔外科と共に歯の組織学を担当した。また、同年5月には論文提出により医学博士学位を授かった。この頃、人材不足から歯の解剖学は補綴学教授の川上政雄と複数の教室を担当し、系統解剖学は東京帝国大学教授の西成甫また組織学は同大学助教授の森於菟、発生学は同大学教授の井上通夫が非常勤講師として担当。解剖学実習は東京帝国大学実習室を借りて行わっていた。
東京帝国大学医科大学歯科学教室教授就任
1909年（明治42年）まで永楽病院長を勤め東京帝国大学内科学の教授である入沢達吉は生涯島峯を嫌い、1921年（大正10年）2月入沢が医学部附属医院長、4月医学部長に就任すると歯科学を巡って東京帝国大学と東京高等歯科医学校との間がギクシャクした関係になっていた。島峰の親友長与又郎が1933年（昭和8年）東京帝国大学医学部長（後1934年（昭和9年）東京帝国大学第12代総長に就任）になるとこの関係は急速に改善され、東京帝国大学教授会の要請に応じ、島峰の愛弟子であった金森が1934年（昭和9年）4月28日東京帝国大学医学部第3代歯科学教室主任に就任した。以降金森は歯科学教室の充実につとめると同時に、医学士の教室員を国内留学として東京高等歯科医学校に派遣するなど両校の融和につとめ、このため両校は円満な関係を維持してゆくこととなったが、高等歯科の教授時代とはちがって、やや冷めた視角から歯科に関する諸問題について発言してゆくこととなる。
金森は17年間在任し、その間に1949年（昭和24年）に東京大学医学部附属医院長の職に就いた。1951年（昭和26年）3月東京大学を退任した。
札幌医科大学
1951年（昭和26年）4月、大学内に整形外科学、法医学、放射線医学、口腔外科学の学科目が増設され、同年6月1日付けで東京大学医学部（病院長）を定年退官となった金森虎男が、将来歯学部を創設すべく当時の大野精七札幌医科大学学長の懇望により着任した。金森教授は歯学部設置に向け、多方面にわたり奔走する一方で口腔外科学教室の創設整備とともに歯科診療所の拡充に努め、1953年（昭和28年）には外来ユニット27台、病床16、診療所スタッフは15名に達した。金森虎男は1957年（昭和32年）11月27日、札幌医科大学在任僅か5年余りで他界した。享年67、金森教授の骨格標本と晩年に患っていた胃癌の摘出標本は現在も札幌医科大学の標本室
に本人の遺志で保存されている。

## 略歴
1890年（明治23年）、9月26日誕生。
1909年（明治42年）、1月金森辰治の養子となる。
1912年（明治45年）、7月第四高等学校卒業。
1916年（大正5年）、12月東京帝国大学医科大学卒業し、歯科学教室に入局する。
1917年（大正6年）、1月歯科学教室を辞職し、東京医術開業試験付属病院（後に文部省歯科病院に分離）で島峯徹に師事する。
1925年（大正14年）、1月イギリス・ドイツ・アメリカに留学。
1927年（昭和2年）、留学より帰国し文部省歯科病院に復職する。
1929年（昭和4年）、東京高等歯科医学校教授に就任し口腔外科学と歯の組織学を担当する。5月論文審査により医学博士号を授けられる。
1934年（昭和9年）、4月28日東京帝国大学医学部第3代歯科学教室主任教授に就任する。
1949年（昭和24年）、東京大学医学部附属医院長に就任する。
1951年（昭和26年）、3月東京大学を退官。6月札幌医科大学口腔外科学教室教授に就任する。
1957年（昭和32年）、11月27日死去。墓所は多磨霊園。

## 論文・著作
- 「内外盲人教育 第8巻 夏号」 「齒牙に就きて　金森虎男」の項（東京盲学校 1910年）
- 「治療室ニ於ケル歯科助手」（金森虎男著 近世医学出版部 1923年）
- 「純粋生体「アイヌ人」の口腔器関特に歯牙の研究」（島峰徹・金森虎男著 大岡山書店 1926年）
- 「小児歯科学叢書第3巻」（金森虎男 歯苑社 1930年）
- 「歯科月報 : 日本大学歯学会雑誌 16(4)」 「講演 齒性疾患ニ因ル急性顎骨骨炎ニ就テ 金森虎男」の項（日本大学歯学会 1936年）
- 「東京帝国大学医学部医学講習科講義録 第2輯」 「所謂歯槽膿漏症に就て 金森虎男」の項（鉄門倶楽部 1938年）
- 「東京帝国大学医学部医学講習科講義録 第4輯」 「顎骨骨折に對する應急處置 金森虎男」の項（鉄門倶楽部 1938年）
- 「東京帝国大学医学部医学講習科講義録 第5輯」 「口腔に於ける性病 金森虎男」の項（鉄門倶楽部 1939年）
- 「日本口腔衛生 21(3月號)(231)」 「齒槽膿漏問題 金森虎男他」の項（日本口腔衛生社 1939年）
- 「日本医事年鑑 昭13年度版」 「齒科學 金森虎男・中村平藏」の項（日本医事新報社 1939年）
- 「日本学校衛生 28(4)」 「齒牙ノ健康診斷ニ就テ 金森虎男」の項（大日本学校衛生協会 1940年）
- 「エックス線医学の理論と臨床 : レントゲン医学講義録 上巻」 「齒科X線診斷學 金森虎男」（日本衛生会編 金原商店 1940年）
- 「歯槽膿漏の種種相」 「歯槽膿漏症に對する二三の考察 金森虎男」の項（臨牀歯科社 1941年）
- 「歯口顎疾患の臨床的観察」（金森虎男著 歯苑社 1942年）
- 「第11回日本医学会歯科学分科会会誌 昭和17年3月」 「開會之辭・會長　金森虎男」の項（第11回日本医学会歯科学分科会事務所 1943年）
- 「子供とむし歯」（金森虎男著 日本技能教育図書 1946年）
- 「厚生科学叢刊 第5輯」 「ザンブリニ渡邊法 金森虎男」の項（厚生科学研究会編 創元社 1947年）
- 「手術と化学療法」 「齒科口腔外科と化學療法 金森虎男」の項（克誠堂出版 1947年）
- 「歯口顎疾患の化学療法」（金森虎男編 日本医学雑誌 1948年）
- 「簡約医学叢書 第27巻 歯口顎疾」（金森虎男著 学術書院 1948）
- 「口腔外科学」（金森虎男著 歯苑社 1949年）
- 「人生百題と人百態 : 徹石随筆」（金森虎男著 日本出版 1949年）
- 「最新の臨牀 : 臨牀研究会講義 第1輯」 「齒性顎炎に就て 金森虎男」の項（東京大学医師会編 学術書院 1949年）
- 「最新の臨牀 : 臨牀研究会講義 第1輯」 「歯肉腫 金森虎男」の項（東京大学医師会編 学術書院 1949年）
- 「最新簡明看護学 下巻」 「歯科学及看護法 金森虎男」の項（川畑愛義・日野原重明編 学術書院 1949年）
- 「手術と麻酔」 「歯科の手術と麻酔 金森虎男」の項（市川篤二等編 克誠堂出版 1950年）
- 「化学療法の現実」 「齒科領域の化學療法 金森虎男」の項（日新医学編集委員会編 南江堂 1950年）
- 「他科疾患と口腔疾患(1)-第13回日本医学会第13分科会特別講演」（金森虎男口述 1951年）
- 「公衆衛生 9(3)」 「醫藥隨想 戰後の齒科と醫科との關係を眺めて 金森虎男」の項（医学書院 1951年）
- 「歯界展望 8(10)」 「戰後歯科と医科との関係を眺めて 金森虎男」の項（医歯薬出版 1951年）
- 「歯界展望 10(9)」 「臨牀瑣談 金森虎男」の項（医歯薬出版 1953年）
- 「歯界展望 11(3)」 「顎部に発生した癌患者の想出 金森虎男」の項（医歯薬出版 1954年）
- 「文部省科学研究費による「歯槽膿漏症の研究」班研究報告書」　「歯槽膿漏症罹患歯肉組織に於けるCholinesterase，ATP-ase Katalaseの消長について 金森虎男他」（歯槽膿漏症研究班 1955年）
- 「身辺雑記」（金森虎男著 宮入近治 1955年）
- 「渡道五ヶ年を顧みて」（金森虎男著 1956年）